# Liste von Wasserwerken im Flusssystem Ruhr

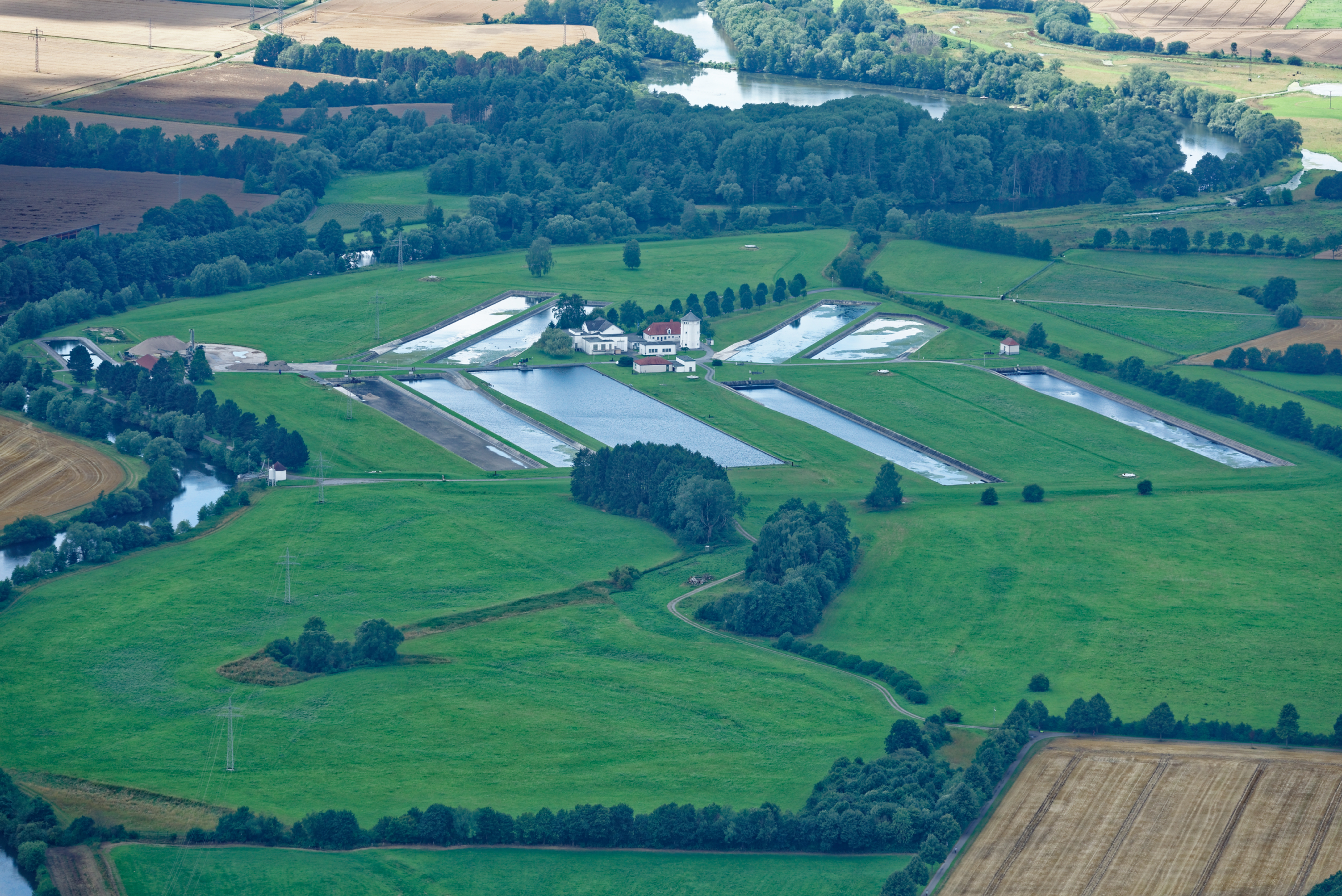
Wasserwerk Warmen, 2015

Die Liste von Wasserwerken im Flusssystem Ruhr nennt betriebene und ehemalige Wasserwerke im Tal der Ruhr und ihren Nebenflüssen. Als erste Stadt des Ruhrgebietes errichtete Essen 1864 ein Wasserwerk im Ruhrtal. 1893 entnahmen die Wasserwerke der Ruhr
bereits 90 Millionen Kubikmeter Wasser. Um Wasser auch in Trockenzeiten zu haben, wurden Talsperren konzipiert. Nach den Typhusepidemien 1901 in Gelsenkirchen und 1911 in Mülheim wurden auch Schritte für die Abwasserklärung unternommen. Die Historische Sammlung der Ruhrwasserwirtschaft in Essen erläutert die Geschichte der Wasserversorgung.

## Arbeitsgemeinschaft der Wasserwerke an der Ruhr
In der Arbeitsgemeinschaft der Wasserwerke an der Ruhr (AWWR) sind 18 Wasserversorgungsunternehmen zusammengeschlossen. Sie versorgen rund 4,5 Millionen Menschen, Gewerbe und Industrie mit mehr als 230 Millionen Kubikmetern Trinkwasser pro Jahr. Die Arbeitsgemeinschaft entstand 1947, als eine Versorgungslücke drohte. Die Mitglieder sind:
1. Dortmunder Energie- und Wasserversorgung GmbH (DEW21)
2. Gelsenwasser AG
3. HochsauerlandWasser GmbH
4. Mark-E Aktiengesellschaft
5. Rheinisch-Westfälische Wasserwerksgesellschaft mbH (RWW)
6. Stadtwerke Arnsberg GmbH
7. Stadtwerke Bochum Holding GmbH
8. Stadtwerke Brilon AöR / Energie GmbH
9. Stadtwerke Essen AG
10. Stadtwerke Fröndenberg Wickede GmbH
11. Stadtwerke Hamm GmbH
12. Stadtwerke Menden GmbH
13. Stadtwerke Sundern
14. Stadtwerke Winterberg AöR
15. Verbund-Wasserwerk Witten GmbH
16. Wasserbeschaffungsverband Arnsberg-Holzen
17. Wassergewinnung Essen GmbH
18. Wasserwerke Westfalen GmbH[4]

Weitere Versorgungsunternehmen sind unter anderem die Aktiengesellschaft für Versorgungsunternehmen (AVU) und die Stadtwerke Schmallenberg.
Der Wasserverbrauch im Einzugsbereich der Ruhr ist seit etwa 1975 wegen sinkender Bevölkerungszahl und wirtschaftlichem Strukturwandel rückläufig. Die Wasserversorgungsunternehmen legten seit 1980 mehrere Wassergewinnungen still (unter anderem Ergste, Steele, Sundern, Stiepel, Soest, Westhofen II). Die vom Ruhrverband betriebene Rückpumpkette, die in Trockenzeiten Wasser aus dem Rhein ruhraufwärts bis Essen-Horst förderte, wurde aufgegeben.
2010 veranlasste die Bezirksregierung Arnsberg die Aufrüstung der Wasserwerke.

## Ruhr
| Bezeichnung                         | Betrieb                 | Betreiber                                            |
| ----------------------------------- | ----------------------- | ---------------------------------------------------- |
| Ruhrwasserwerk Mülheim-Styrum/West  | 1955 bis heute          | Rheinisch-Westfälische Wasserwerksgesellschaft (RWW) |
| RWW Ruhrwasserwerk Styrum-Ost       | 1871 bis heute          | Rheinisch-Westfälische Wasserwerksgesellschaft (RWW) |
| Wasserwerk Thyssen und Cie.         | 1893 bis 1912           | WTC, später GDK                                      |
| Wasserwerk Dohne                    | 1875 bis ? (aufgegeben) | Rheinisch-Westfälische Wasserwerksgesellschaft (RWW) |
| Wasserwerk Essen-Kettwig            |                         | Rheinisch-Westfälische Wasserwerksgesellschaft (RWW) |
| Wasserwerk Wolfsbachtal             | um 1900 bis 1989        | Krupp                                                |
| Wasserwerk Hügel                    | 1874 bis 1945           | Krupp                                                |
| Wasserwerk Essen-Überruhr           |                         | Wassergewinnung Essen                                |
| Wasserwerk Horst/Burgaltendorf      |                         | Wassergewinnung Essen                                |
| Wasserwerk bei Winz-Baak            |                         |                                                      |
| Wasserwerk Sundern                  |                         |                                                      |
| Wasserwerk Stiepel                  |                         | Wasserbeschaffung Mittlere Ruhr                      |
| Wasserwerk Hattingen                |                         |                                                      |
| Wasserwerk Witten                   | 1886 bis heute          | Wasserwerke Westfalen                                |
| Wasserwerk In der Borbeck, Witten   | 1867 bis ?              | [ 1 ]                                                |
| Verbund-Wasserwerk Witten           | 1867 bis heute          | Verbund Wasserwerk Witten GmbH                       |
| Gemeinschaftswasserwerk Volmarstein | ca. 1880 bis heute      | Aktiengesellschaft für Versorgungsunternehmen (AVU)  |
| Wasserwerk Hengstey                 | 1886 bis heute          | Mark-E                                               |
| Wasserwerk Westhofen 2              |                         | Wasserwerke Westfalen                                |
| Wasserwerk Westhofen 1              |                         | Wasserwerke Westfalen                                |
| Wasserwerk Ergste                   |                         | Wasserwerke Westfalen                                |
| Wasserwerk Villigst                 | 1961 bis heute          | Wasserwerke Westfalen                                |
| Wasserwerk Hengsen                  | 1908 bis heute          | Wasserwerke Westfalen                                |
| Wasserwerk Halingen                 | 1888 bis heute          | Wasserwerke Westfalen                                |
| Wasserwerk Warmen                   | 1932 bis heute          | Energie- und Wasserversorgung Hamm                   |
| Wasserwerk Wimbern                  |                         | [ 1 ]                                                |
| Kreiswasserwerk Hörde               |                         | [ 1 ]                                                |
| Wasserwerk Echthausen               | 1942 bis heute          | Wasserwerke Westfalen                                |
| Wasserwerk Mengesohl                |                         | Hochsauerlandwasser GmbH                             |
| Wasserwerk Möhnebogen               |                         | Stadtwerke Arnsberg                                  |

### Hönne
| Bezeichnung         | Zeitraum      | Betreiber |
| ------------------- | ------------- | --------- |
| Wasserwerk Horlecke | 1901 bis 1977 |           |

### Lenne
| Bezeichnung               | Zeitraum | Betreiber                |
| ------------------------- | -------- | ------------------------ |
| Gewinnungsanlage Lennetal |          | Stadtwerke Schmallenberg |

#### Ennepe
| Bezeichnung           | Zeitraum       | Betreiber                                           |
| --------------------- | -------------- | --------------------------------------------------- |
| Wasserwerk Rohland    | 1979 bis heute | Aktiengesellschaft für Versorgungsunternehmen (AVU) |
| Wasserwerk Ahlenbecke | 1905 bis 1979  | Aktiengesellschaft für Versorgungsunternehmen (AVU) |

##### Hasper Bach
| Bezeichnung                 | Zeitraum | Betreiber |
| --------------------------- | -------- | --------- |
| Wasserwerk Hasper Talsperre |          | Mark-E    |

### Röhr
| Bezeichnung        | Zeitraum       | Betreiber          |
| ------------------ | -------------- | ------------------ |
| Wasserwerk Sundern | 2007 bis heute | Stadtwerke Sundern |

#### Sorpe
| Bezeichnung           | Zeitraum       | Betreiber          |
| --------------------- | -------------- | ------------------ |
| Wasserwerk Langscheid | 1981 bis heute | Stadtwerke Sundern |